# Döbröce
Döbröce Zalaszentgrót és Sümeg között, Zala vármegye északkeleti részén, a Zalaszentgróti járásban elhelyezkedő község. Polgármesteri hivatala Sümegcsehin székel.

## Közlekedés
Döbröce a Kisgörbő és Sümeg (a 7331-es és 7327-es utak) között húzódó, kis forgalmú, 7333-as számú mellékút mellett fekszik; közúti közlekedéssel mindkét irányból csak ezen az úton érhető el.
Autóbusz-közlekedés is viszonylag ritka, Zalaszentgrótról és Sümegről érkeznek ide elővárosi autóbuszok.

## Nevének eredete
Nevét a horvát drbra (völgy, szakadék) jelentésű szóból kapta.

## Története
Az első emlék a település létezésére IV. László idejéből valók. Újabb említése 1416-ból mint Enyere település szomszédja való. A 16. század második felében a töröktől menekülő lakosság elhagyta a települést. Az amúgy is kis lakosságú település teljesen elnéptelenedett, 1613-ban is csak egyetlen negyedtelkes lakott portáját írták össze.
Az 1740-es évek után kezd lassan benépesedni. A lakossága magyar mellett szláv és német volt. A szlávok hamar asszimilálódtak, így hamarosan a magyar nyelv lett domináns a településen. Az ekkori falu csak a mezőgazdaságból élt. Az itt élők étrendjét elsősorban a búza, rozs, kukorica határozta meg (később alma is). Más növényi táplálékot alig, húst is ritkán, elsősorban marhát és sertést ettek.
A település a továbbiakban se mutatott komoly fejlődést. Egyházilag 1749-től Kisgörbőhöz, közigazgatásilag 1888-ig Óhídhoz, majd 1907-ig Mihályfához tartozott. 1922-től Kisgörbő jegyzősége alá került.
Az 1960-as évek hozták az első komolyabb változásokat a falu életében. Villany épült ki a községben, a régi zsúptetős házak helyett új kőházak készültek. Mindamellett a 20. század második felében elsősorban az elvándorlás jellemezte a falut, amely a mai napig nem állt meg.
Az 1950-es megyerendezés során Veszprém megyéhez csatolták és 1978. december 31-én tért vissza Zala megyéhez.

## Közélete

### Polgármesterei
- 1990–1994: Fenyvesi Imre (független)[3]
- 1994–1998: Fenyvesi Imre (független)[4]
- 1998–2002: Klujber József (független)[5]
- 2002–2006: Klujber József (független)[6]
- 2006–2010: Klujber József (független)[7]
- 2010–2014: Klujber József (független)[8]
- 2014–2019: Klujber József (független)[9]
- 2019–2024: Gulyás András (független)[10]
- 2024– : Gulyás András (független)[1]

## Népesség
A település népességének változása:
| Lakosok száma | 63   | 60   | 66   | 79   | 89   | 95   | 93   |
|               | 2013 | 2014 | 2015 | 2021 | 2022 | 2023 | 2024 |

A 2011-es népszámlálás idején a nemzetiségi megoszlás a következő volt: magyar 96,9%. A lakosok 80%-a római katolikusnak vallotta magát (18% nem nyilatkozott).
2022-ben a lakosság 92,1%-a vallotta magát magyarnak, 4,5% németnek, 2,2% cigánynak, 1,1% horvátnak, 2,2% egyéb, nem hazai nemzetiségűnek (4,5% nem nyilatkozott; a kettős identitások miatt a végösszeg nagyobb lehet 100%-nál). Vallásuk szerint 42,7% volt római katolikus, 4,5% református, 1,1% görög katolikus, 1,1% egyéb katolikus, 14,6% felekezeten kívüli (36% nem válaszolt).

## Látnivalók
- Krisztus Király-iskolakápolna (1932 és 1936 között épült)[13]